# Yves di Manno
 (août 2024).
Si vous disposez d'ouvrages ou d'articles de référence ou si vous connaissez des sites web de qualité traitant du thème abordé ici, merci de compléter l'article en donnant les références utiles à sa vérifiabilité et en les liant à la section « Notes et références ».
Yves di Manno est un écrivain, poète et traducteur français, né le 3 août 1954.

## Éléments de biographie
De 1972 à 1975, Yves di Manno participe aux Cahiers de la bande dessinée, lancés par Jacques Glénat. Il quitte ensuite la France pour se rendre durant un an en Asie . A son retour, il publie divers récits et commence à traduire Paterson de William Carlos Williams, traduction d'abord publiée chez Flammarion dans la collection "Textes" dirigée par Bernard Noël qui accueillera aussi son premier livre de poèmes: Champs en 1984.
Yves di Manno a collaboré à de nombreuses revues (notamment Minuit, Action poétique, Java, plus récemment Catastrophes), traduit plusieurs poètes nord-américains (l’Académie française lui a décerné le prix Mottart en 2012 pour la traduction de l’œuvre poétique de George Oppen) et publié une trentaine d'ouvrages - parmi lesquels, pour la poésie : Les Célébrations (1980), Champs (1984-1987, édition définitive en 2014), Kambuja, stèles de l'empire khmer (1992), Partitions, champs dévastés (1995) et Un Pré, chemin vers (2003). Après un assez long silence, deux nouvelles suites: Terre sienne et une, traversée paraissent en 2012 et 2014. Terre ancienne et Lavis rassemblent quant à eux des textes antérieurs.
Ses récits de jeunesse ont été réunis sous le titre de Disparaître en 1997. Il est également l'auteur d'un roman fantastique : La Montagne rituelle (1998), de deux "récits en rêve" : Domicile (2002), Discipline (2005) et d'un triptyque de poétique active : "endquote" (1999), Objets d'Amérique (2009), Terre ni ciel (2014).
Traducteur sous divers pseudonymes de littérature populaire, responsable de l'édition française des Cantos d'Ezra Pound, des Techniciens du sacré de Jerome Rothenberg et des œuvres complètes de Pierre Reverdy, il dirige par ailleurs depuis 1994 la collection Poésie/Flammarion où il a accueilli plus de deux cents titres, d'une soixantaine d'auteurs.
Il a également conçu, avec Isabelle Garron, une importante histoire anthologique de la poésie française depuis 1960 : Un nouveau monde (Flammarion, 2017). Ils reçoivent pour ce livre un prix d’Académie en 2018.
La revue Europe lui a consacré un dossier en 2025.

## Publications

### Poésie
- Les Célébrations, Bedou, 1980
- Champs, Flammarion (collection Textes), 1984
- Le Méridien, Éditions Unes, 1987
- Champs II, Flammarion, 1987
- Kambuja, Stèles de l’empire khmer, Flammarion, 1992
- Partitions, champs dévastés, Flammarion, 1995
- Un Pré, chemin vers, Flammarion, 2003
- Terre sienne, éditions Isabelle Sauvage, 2012
- Champs (1975-1985), édition définitive, Flammarion, 2014
- une, traversée (avec Anne Calas), éditions Isabelle Sauvage, 2014
- Terre ancienne, Monologue, 2022
- Lavis, Flammarion, 2023

### Narration
- Qui a tué Henry Moore ? Terra Incognita, 1977
- Solstice d’été, Éditions Unes, 1989
- Disparaître, Didier Devillez, 1997
- La Montagne rituelle, Flammarion, 1998
- Domicile, Denoël, 2002
- Discipline, Héloïse d'Ormesson, 2005

### Essais
- La Tribu perdue (Pound vs. Mallarmé), Java, 1995
- "endquote", Flammarion, 1999
- Objets d'Amérique, José Corti, 2009
- Terre ni ciel, Editions Corti, 2014

### Anthologies
- 49 poètes, un collectif, Flammarion, 2004
- Un nouveau monde: poésies en France 1960-2010 (avec Isabelle Garron), Flammarion, 2017

### Nouvelles
- Ariane hors Flaubert (1976)

### Traductions
- William Carlos Williams, Paterson, Flammarion, 1981
- George Oppen, D’être en multitude, Éditions Unes, 1985
- Ezra Pound, Les Cantos (en collaboration), Flammarion, 1986
- George Oppen, Primitif, Éditions Unes, 1987
- George Oppen, Itinéraire, Éditions Unes, 1990
- Des “Objectivistes” (en collaboration), Java, 1990
- Ezra Pound, La Kulture en abrégé, La Différence, 1992
- Jerome Rothenberg, Les Variations Lorca, Belin, 2000
- Ezra Pound, Les Cantos (en collaboration), Flammarion, 2002 (nouvelle édition)
- William Carlos Williams, Paterson, José Corti, 2005 (version revue et corrigée)
- Jerome Rothenberg, Les Techniciens du sacré, José Corti, 2008
- George Oppen, Poésie complète, José Corti, 2011
- Ezra Pound, Les Cantos (en collaboration), Flammarion, 2013 (troisième édition, revue et augmentée)
- George Oppen, Poèmes retrouvés, Corti, 2019